# Xe bọc thép FAI
FAI (Ford-A Izhorskiy) là một phiên bản xe bọc thép được Liên Xô phát triển để thay thế cho xe bọc thép D-8. Chúng được sử dụng từ những năm 1930 đến đầu những năm 1940.

## Đặc  điểm kĩ thuật
FAI được chế tạo dựa trên khung gầm của xe ô tô GAZ A, một bản sao Liên Xô được Công ty Ford A Hoa Kỳ cấp phép. Khung gầm này là điểm yếu chính của FAI. Hầu hết khung gầm ô tô thương mại không đủ mạnh để chở theo một lớp giáp hoặc vũ khí có hỏa lực mạnh trên chiến trường. Người Đức đã giải quyết vấn đề đặc biệt này bằng cách phát triển khung gầm ô tô sử dụng cho cả hai mục đích dân sự và quân sự và đã thành công trong ít nhất một dòng xe bọc thép của Đức thời kỳ này. Tuy nhiên, những chiếc xe bọc thép dựa trên khung gầm xe thương mại đều được bọc thép mỏng và được trang bị nhẹ. FAI là một ví dụ điển hình của loại xe này với một chiếc Súng máy DT 7,62 mm  trong tháp pháo quay vòng. Lớp giáp này đủ để chống đỡ hầu hết các mảnh đạn pháo và hỏa lực vũ khí cá nhân, nhưng không thể chống lại bất kỳ loại hỏa lực pháo hoặc súng máy hạng nặng nào. Chúng cũng rất dễ bị hư hại bởi mìn.
FAI được chế tạo với số lượng tương đối nhỏ trước khi được thay thế bằng loại BA-20 tương tự. BA-20 đời đầu có tháp pháo hai mặt thẳng đứng giống như FAI. FAI đã được sử dụng trong những ngày đầu chiến đấu ở Mặt trận phía Đông trong Thế chiến thứ hai.
Dòng FAI và BA-20 có một số tính năng tiên tiến. Chúng được thiết kế hoàn toàn bằng công nghệ hàn (trong thời đại mà rất ít xe bọc thép được hàn). Ngoài ra, chúng còn có những chiếc lốp chứa đầy nút bần để có thể duy trì khả năng di chuyển ngay cả khi lốp bị thủng.
FAI và BA-20 thường bị nhầm lẫn với nhau. Đặc điểm nhận dạng chính của FAI là hai lớp vỏ bọc thép hình vòm trên các ghế của lái xe và phụ lái. Thay vào đó, BA-20 có mái bằng bọc thép ở khu vực này.

## Biến thể

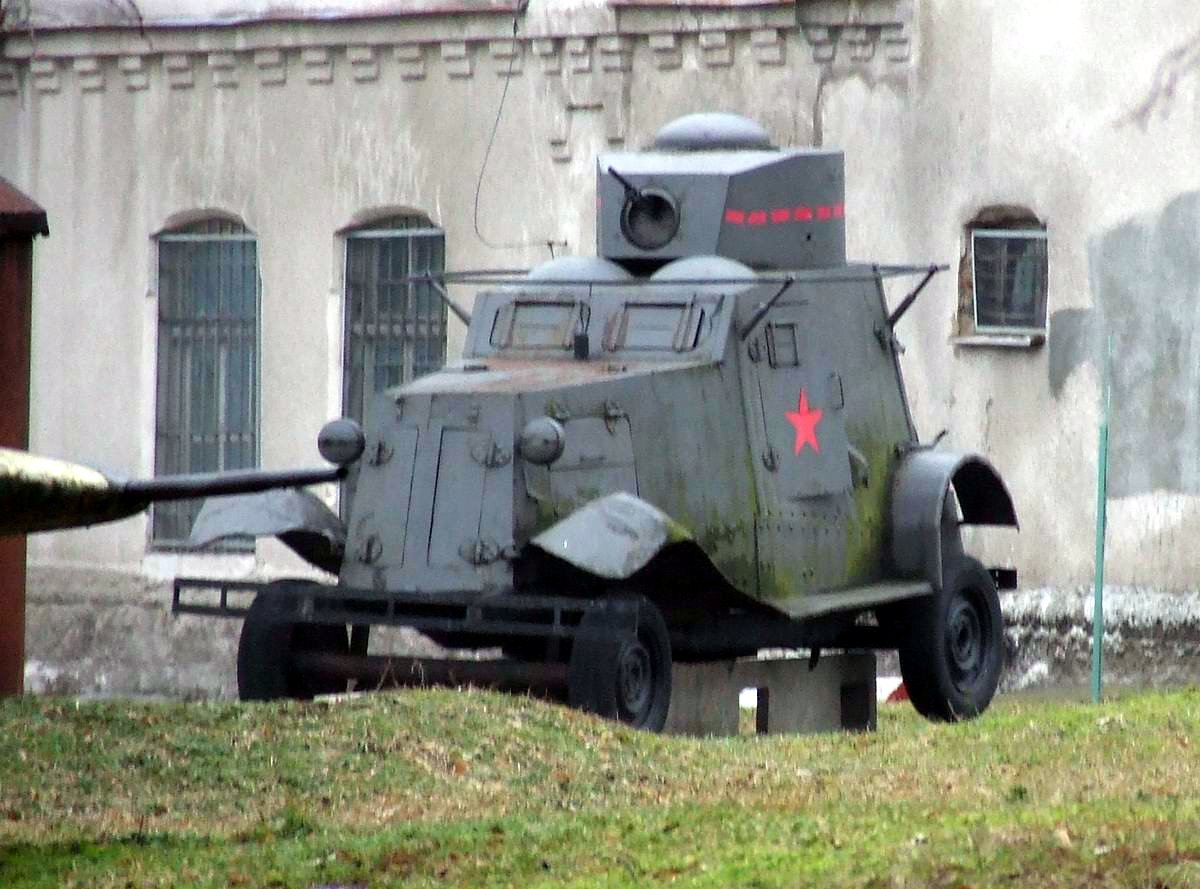
Xe bọc thép FAI-M với khung gầm UAZ-469, súng máy giả và hệ thống ăng ten giả (FAI thật không bao giờ có radio), được niếm cất tại Doanh trại Lực lượng Biên phòng ở Białystok, Ba Lan.

- FAI (ФАИ, «Форд-А, Ижорский») - FAI được chế tạo dựa trên khung gầm của xe GAZ A, một bản sao được cấp phép của hãng Ford A Hoa Kỳ với bình xăng 40 lít[1]
- FAI-M (ФАИ-М, «ФАИ-Модернизированный») - Biến thể cải tiến, kể từ năm 1938. FAI-M được chuyển đổi từ khung gầm của xe GAZ-M1 mới hơn với bình xăng 60 L sử dụng thân trên dự phòng.[1]
  - FAI-zhd (ФАИ-жд, «ФАИ-железнодорожный») - (Năm 1936) Biến thể đường sắt bằng bánh xe thép (chỉ có 9 chiếc được chế tạo).[1]
- GAZ-TK (ГАЗ-ТК, «ГАЗ-Трёхосный, Курчевского») -  Xe bọc thép được chế tạo trên khung gầm của GAZ-AAA và được trang bị radio 71-ТК. Chỉ có một nguyên mẫu được thực hiện vào năm 1934 - 1935.[1][2]

## Lịch sử phục vụ

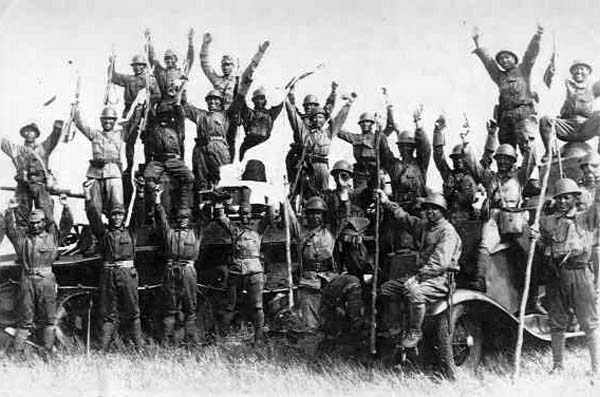
FAI và BT-5 tại Khalkhin Gol. 1939

Tổng cộng, 697 xe bọc thép FAI và FAI-M đã được chế tạo trong quá trình sản xuất hàng loạt, khiến chúng trở thành xe bọc thép súng máy lớn thứ hai (sau BA-20) của Hồng quân trong thời kỳ trước chiến tranh. Xe bọc thép FAI và FAI-M đã được sử dụng đầu tiên là với Basmach ở Trung Á, trong các trận chiến gần Hồ Khasan và trên sông Khalkhin-Gol nơi 14 chiếc đã hư hỏng không thể cứu vãn; trong Nội chiến Tây Ban Nha nơi đã giao 20 chiếc, Chiến tranh Mùa đông (mất 2 FAI) và trong Chiến tranh Vệ quốc Vĩ đại... FAI và FAI-M được sử dụng cho đến năm 1942, trên mặt trận Xô-Đức cho đến tháng 4 năm 1942, và đến ngày 20 tháng 8 năm 1942, Phương diện quân Zabaikal có 10 FAI và FAI-M.
Năm 1934 - 35, 30 chiếc FAI được giao cho Bộ Dân ủy Nội vụ Liên Xô.
Năm 1934, 22 chiếc được chuyển đến Mông Cổ, và vào năm 1936 là 15 chiếc khác. Một chiếc FAI đã bị mất vào ngày 31 tháng 3 năm 1936 trong trận chiến với quân Nhật-Mãn ở biên giới trong một cuộc đụng độ biên giới. Vào tháng 7 năm 1941, 1 chiếc được đưa vào biên chế 5 chiếc thuộc sư đoàn kỵ binh 7, 11 chiếc thuộc sư đoàn kỵ binh 8, và 13 chiếc trong lữ đoàn thiết giáp.
Nằm trong tiểu đoàn xe bọc thép biệt động số 5 từ năm 1936, có 9 xe bọc thép trinh sát biến thể xe lửa.
Đến ngày 9 tháng 8 năm 1945 (bắt đầu chiến tranh Xô-Nhật), được BA-20zhd thay thế.
| Biến thể  | Loại      | Quân khu Leningrad | Quân khu Baltic | Quân khu đặc biệt miền Tây (Quân khu Belarus) | Quân khu Kiev | Quân khu Odessa | Quân khu Arkhangelsk | Quân khu Moscow | Quân khu Kharkov | Quân khu Bắc Caucasian | Quân khu Oryol | Quân khu Volga | Quân khu Ural | Quân khu Transcaucasian | Phương diện quân Zabaikal | Phương diện quân Viễn Đông | Kho niêm cất |    | Tổng cộng |
| --------- | --------- | ------------------ | --------------- | --------------------------------------------- | ------------- | --------------- | -------------------- | --------------- | ---------------- | ---------------------- | -------------- | -------------- | ------------- | ----------------------- | ------------------------- | -------------------------- | ------------ | -- | --------- |
| FAI       | 1         |                    |                 |                                               |               |                 |                      |                 |                  |                        |                |                |               |                         | 1                         |                            |              |    | 4         |
| FAI       | 2         | 37                 | 2               | 18                                            | 46            | 15              | 1                    | 2               | 2                | 4                      | 2              | 3              | 1             | 1                       | 49                        | 114                        |              |    | 297       |
| FAI       | 3         | 1                  |                 | 2                                             | 12            | 2               |                      | 7               |                  |                        |                | 2              |               |                         | 17                        | 8                          |              |    | 51        |
| FAI       | 4         | 3                  | 4               | 1                                             | 11            | 1               |                      |                 |                  |                        |                |                |               |                         | 34                        |                            | 2            | 16 | 76        |
| FAI-zhd   | FAI-zhd   |                    |                 |                                               |               |                 |                      |                 |                  |                        |                |                | 2             | 2                       |                           | 9*                         |              |    | 9         |
| Tổng cộng | Tổng cộng | 41                 | 6               | 21                                            | 69            | 18              | 1                    | 9               | 2                | 4                      | 2              | 5              | 3             | 2                       | 104                       | 131                        | 2            | 16 | 437       |

* Tất cả 9 biến thể FAI đường sắt đều thuộc tiểu đoàn xe bọc thép biệt động 5.

## Nhà khai thác
- Liên Xô

- Hồng quân (1933–45)
- Biên phòng Liên Xô- 30 (1935–41)

- Cộng hòa Nhân dân Mông Cổ - 15 (từ năm 1936)[1]
- Đệ Nhị Cộng hòa Tây Ban Nha - 20[1][5][6]
- Đức Quốc xã - Quân Đức đã sử dụng ít nhất một chiếc FAI-M bị bắt.[7]

## FAI trong văn hóa đại chúng

### Ngành công nghiệp trò chơi điện tử
Xe bọc thép FAI thường thấy trong trò chơi Talvisota trong chiến dịch Liên Xô.

## Thư viện ảnh

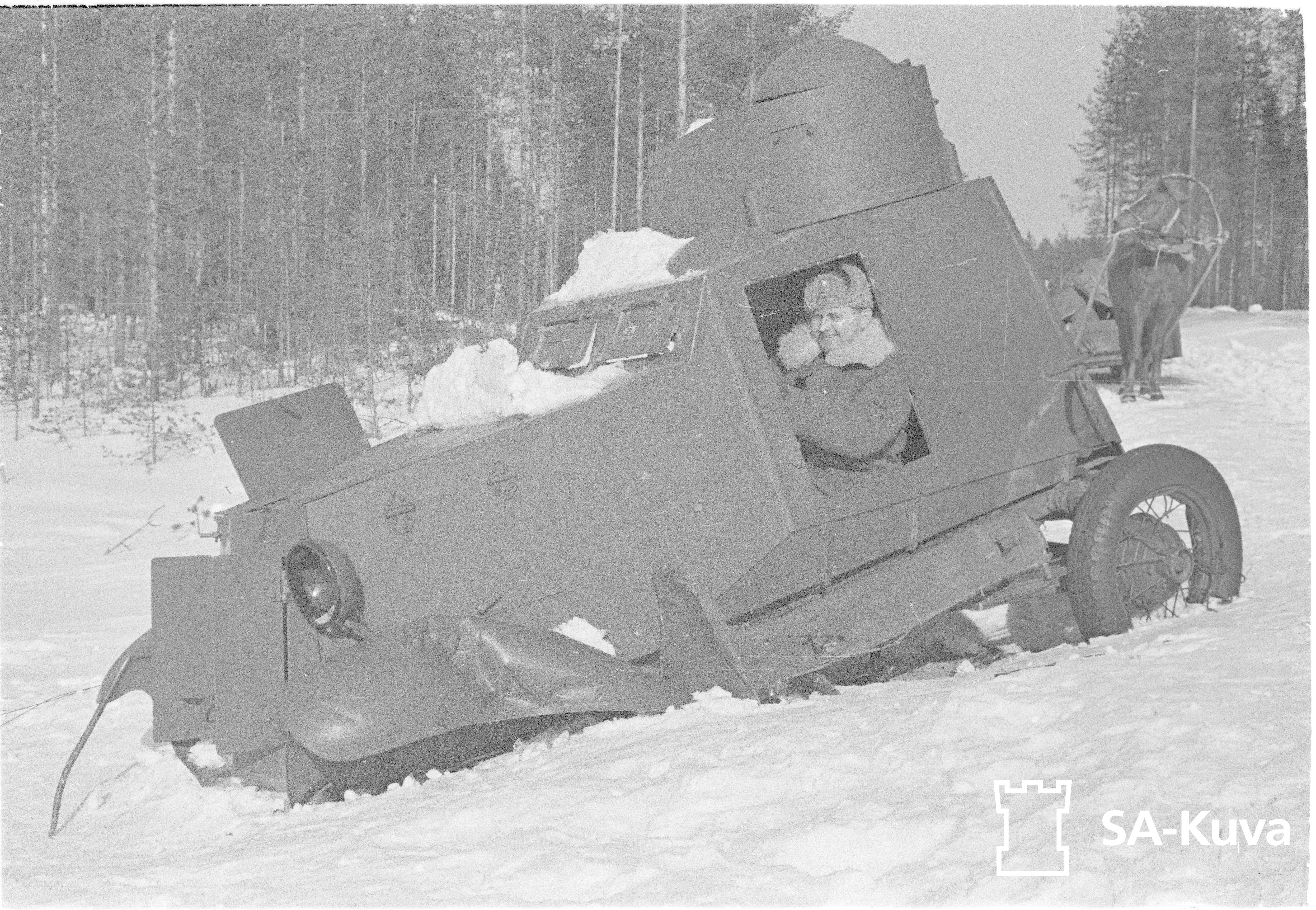
FAI ở Phần Lan. 20/03/1940
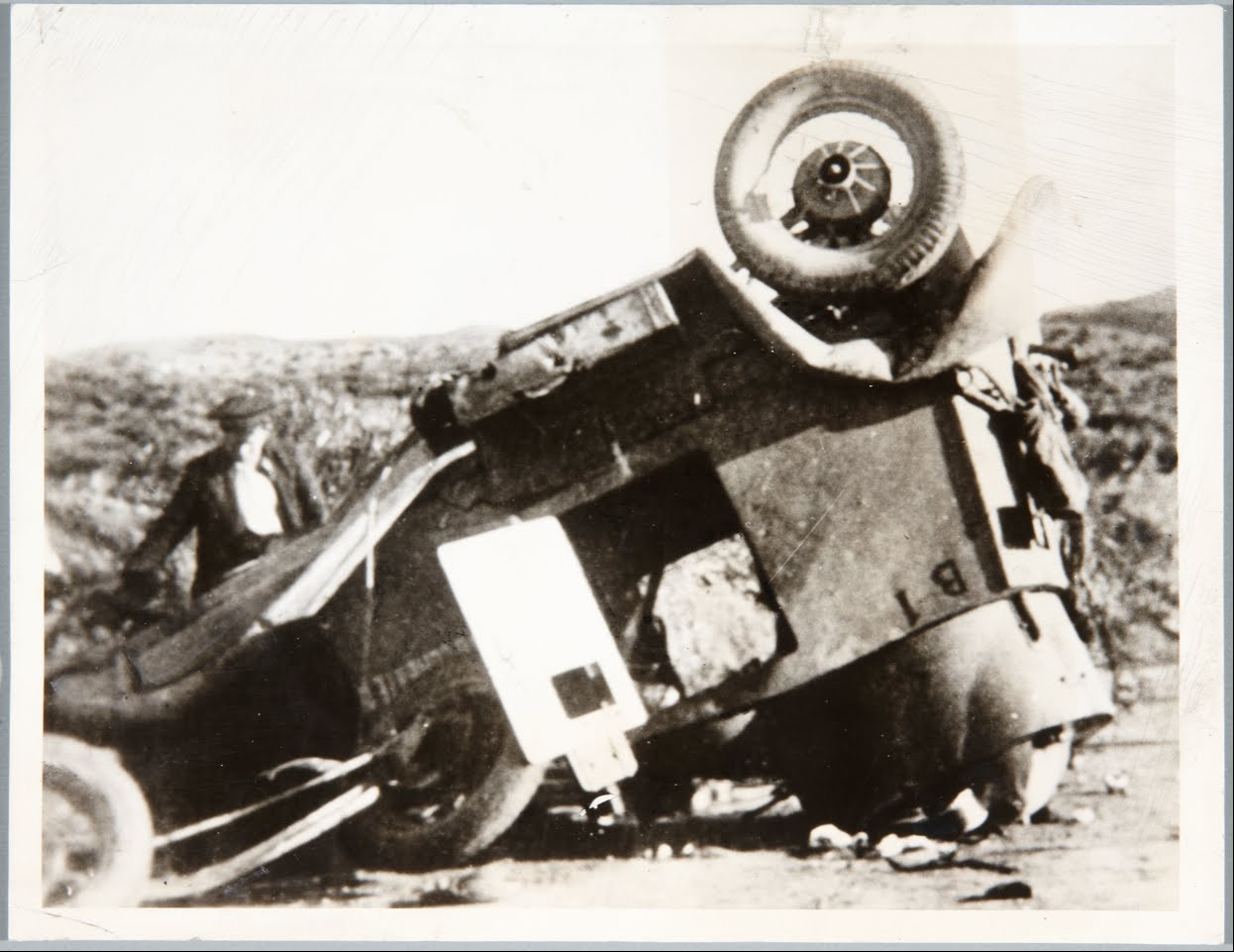
FAI ở Tây Ban Nha, 1937
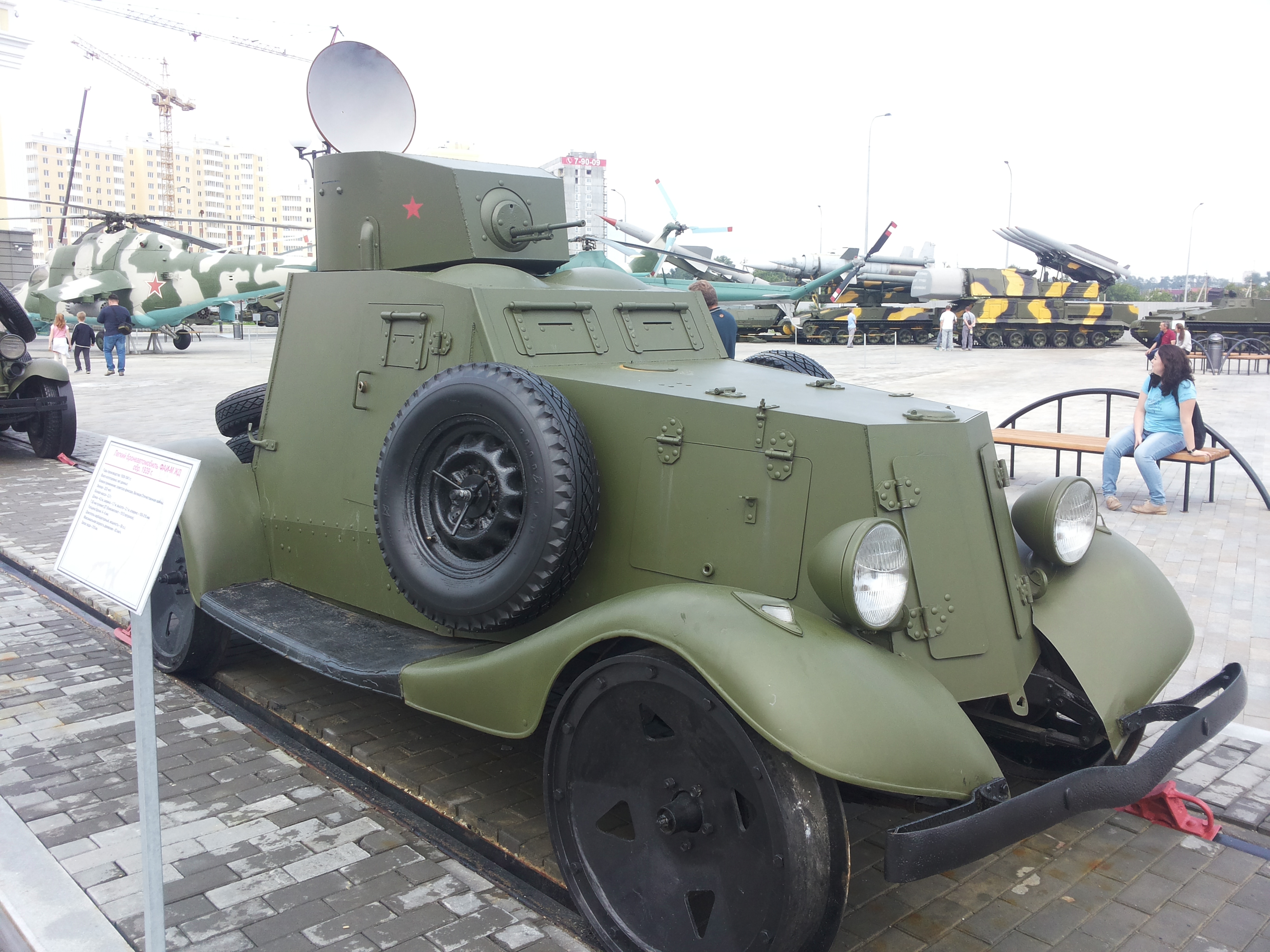
Bản sao FAI-M ZhD, Verkhnyaya Pyshma